# Micropleurotoma melvilli
Micropleurotoma melvilli é uma espécie de gastrópode do gênero Micropleurotoma, pertencente a família Horaiclavidae.